# The School for Scandal
The School for Scandal er en britisk stumfilm fra 1923 af Bertram Phillips.

## Medvirkende
- Queenie Thomas som Lady Teazle
- Frank Stanmore som Sir Peter Teazle
- Basil Rathbone som Joseph Surface
- John Stuart som Charles Surface
- Sidney Paxton som Sir Oliver Surface